# Bathylagichthys greyae
Bathylagichthys greyae é uma espécie de peixe pertencente à família Bathylagidae.
A autoridade científica da espécie é Cohen, tendo sido descrita no ano de 1958.

## Portugal
Encontra-se presente em Portugal, onde é uma espécie nativa.

## Descrição
Trata-se de uma espécie marinha. Atinge os 16 cm de comprimento padrão nos indivíduos do sexo masculino.